# Comuna Rudnea-Bîstra, Olevsk
Rudnea-Bîstra (în ucraineană Руднє-Бистрянська сільська рада) este o comună în raionul Olevsk, regiunea Jîtomîr, Ucraina, formată din satele Koroșciîne, Rudnea-Bîstra (reședința) și Varvarivka.

## Demografie
Componența lingvistică a comunei Rudnea-Bîstra
     Ucraineană (99,46%)
     Alte limbi (0,48%)
Conform recensământului din 2001, majoritatea populației comunei Rudnea-Bîstra era vorbitoare de ucraineană (99,46%), existând în minoritate și vorbitori de alte limbi.